# Diadelia obliquefasciata
Diadelia obliquefasciata är en skalbaggsart som beskrevs av Stefan von Breuning 1965. Diadelia obliquefasciata ingår i släktet Diadelia och familjen långhorningar.
Artens utbredningsområde är Madagaskar. Inga underarter finns listade i Catalogue of Life.